# I AM WILDCAT
泰勒（英語：Tyler，1992年9月14日—）泰勒較為知名的名稱為I AM WILDCAT，截至2023年4月底，I AM WILDCAT已累積801萬個訂閱者和29億總觀看數。

## 個人生活
泰勒於1992年9月14日出生在美國印第安納州，他目前居住在田納西州的父母住在一起。

## Youtube生涯
I AM WILDCAT常與Vanoss Gaming、H2O Delirious、Daithi De Nogla等...好朋友一起玩遊戲。

### 影片類型
I AM WILDCAT會在主頻道（页面存档备份，存于）主頻道上傳與朋友一起遊玩俠盜獵車手V、蓋瑞模組...遊戲的影片，也會在副頻道（页面存档备份，存于）上傳他遊玩Pokemon的影片。

### 歷史
- 2013年1月10日，他在Q＆A Vlog影片中，首次露臉。[2]
- 2017年8月，他為他的頻道推出了一個新的logo[3]，以及一個新的網站（页面存档备份，存于），他將開始銷售他的周邊商品。他的新標誌是他在俠盜獵車手V的角色風格，是一個藍色漸層背景與他的頭盔與豬的鼻子和耳朵。

I AM WILDCAT在2011–2017使用的logo

### 角色
他在蓋瑞模組使用豬角色之前，他是一個真人大小多力多滋包裝。後來，他在俠盜獵車手V的人物模型被放到遊戲中，從那時起，多力多滋包裝就沒再出現於影片中。

## 外部連結
- YouTube上的I AM WILDCAT頻道
- I AM WILDCAT的X（前Twitter）
- I AM WILDCAT的Instagram帳戶